# Habiba Ghribi
Habiba Ghribi, née le 9 avril 1984 à Kairouan, est une athlète tunisienne, spécialiste des courses de fond et de demi-fond.
À la suite de la disqualification de la Russe Yuliya Zaripova pour dopage en mars 2016, elle est championne du monde 2011 et championne olympique 2012 sur le 3 000 m steeple. Également vice-championne du monde 2015 sur cette distance derrière Hyvin Jepkemoi, elle a établi la deuxième meilleure performance de l'histoire sur sa distance préférée du 3 000 m steeple, derrière la Russe Gulnara Samitova-Galkina. Moins de deux ans plus tard, en 2017, elle passe sur le bilan de tous les temps de 2e à 9e.

## Carrière

### Jeunesse et débuts
Habiba Ghribi naît le 9 avril 1984 à Kairouan en Tunisie. Elle passe sa petite enfance dans un village des environs de Kairouan. Sa famille émigre à Sfax afin de permettre aux enfants d'être scolarisés dans de bonnes conditions. Ghribi se fait remarquer dans les compétitions scolaires et intègre, ensuite, une formation sportive civile. Si elle est formée par le club de Radès à partir de 2003, elle avait déjà remporté le 1 500 mètres en 4 min 37 s 14 aux championnats de Tunisie d'athlétisme 1999 et terminé 11e des championnats d'Afrique 2002 qui se déroulent dans cette même ville de Radès.

### Premiers succès
Lors des championnats de Tunisie d'athlétisme 2004, elle remporte son premier titre national sur 5 000 mètres, franchissant la ligne en 17 min 0 s 20. L'année suivante, elle récidive mais termine en 16 min 14 s 78, soit environ 45 secondes de moins. En 2005 toujours, Habiba Ghribi participe aux championnats panarabes d'athlétisme à Radès, sur 10 000 ; elle termine deuxième en 35 min 5 s 83. Elle obtient la médaille d'argent sur 3 000 m steeple lors des championnats d'Afrique de 2006, réalisant un temps de 10 min 10 s 93.
Deux ans plus tard, en 2008, elle participe aux Jeux olympiques d'été à Pékin. Treizième de la finale, elle établit un nouveau record de Tunisie de la discipline en 9 min 36 s 43. Début 2009, elle rejoint la France et le club de l'Entente Franconville Césame Val-d'Oise pour s'entraîner.

### Vers une médaille mondiale
En 2009, Habiba Ghribi se classe troisième du 1 500 mètres des Jeux méditerranéens en 4 min 12 s 37, un nouveau record personnel ; elle est devancée par l'Italienne Elisa Cusma et la Marocaine Btissam Lakhouad. Elle améliore plus tard dans la saison son propre record national du steeple à l'occasion des championnats du monde à Berlin où elle finit sixième en 9 min 12 s 52 lors d'une course remportée par l'Espagnole Marta Domínguez.
En août 2011, elle décroche la médaille d'argent sur 3 000 m steeple lors des championnats du monde, à Daegu, en battant le record de Tunisie de la distance (9 min 11 s 97) et en devenant la première médaillée d'argent tunisienne dans cette compétition. Sa tenue, à l'occasion de cet évènement, et notamment son short, provoque une polémique en Tunisie liée à des problèmes d'ordre religieux. Elle se fixe alors comme objectif la médaille d'or aux Jeux olympiques l'année suivante. Cette médaille d'argent devient en 2016 une médaille d'or après le déclassement pour dopage de la Russe Yuliya Zaripova.

### Première médaillée olympique tunisienne
Le 6 août 2012, dans le cadre des Jeux olympiques de Londres, elle décroche la médaille d'argent sur 3 000 m steeple, devenant la première Tunisienne, et la deuxième athlète de Tunisie tous sexes confondus à décrocher une médaille olympique, après Mohammed Gammoudi. Elle déclare par la suite : « Je dédie cette médaille à toutes les femmes tunisiennes ». Le ministère tunisien de la Jeunesse et des Sports la récompense de 120 000 dinars (environ 60 000 €) et le Comité national olympique tunisien de 50 000 dinars (environ 25 000 €). Cette médaille d'argent devient en 2016 une médaille d'or après le déclassement pour dopage de la Russe Yuliya Zaripova.
Forte de cette médaille, Habiba Ghribi se fixe comme objectif de battre le record du monde détenu par la Russe Gulnara Samitova-Galkina et de remporter la médaille d'or aux prochains championnats du monde à Moscou. Le 6 janvier 2013, elle reçoit, aux Émirats arabes unis, le prix du sportif arabe prometteur « Mohammed ben Rachid Al Maktoum ».

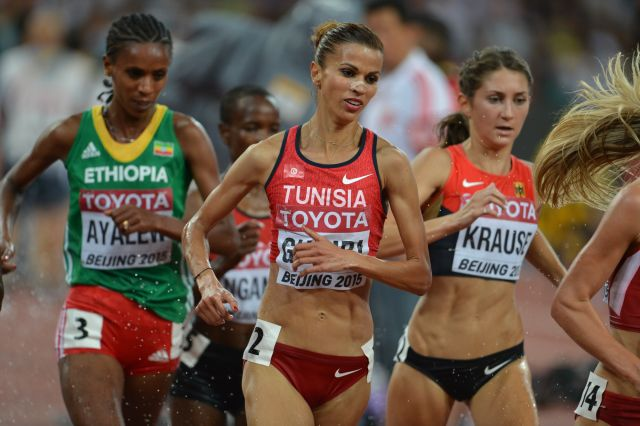
Habiba Ghribi lors des championnats du monde 2015.

Le 17 juillet 2015, Habiba Ghribi améliore la meilleure performance mondiale de l'année en 9 min 11 s 28, lors de la Ligue de diamant à Monaco. Le 26 août 2015, elle décroche la médaille d'argent sur 3 000 m steeple lors des championnats du monde, à Pékin. Le 11 septembre 2015, Habiba Ghribi bat le record d'Afrique du 3 000 m steeple avec un temps de 9 min 5 s 36 et remporte la finale de la Ligue de diamant à Bruxelles ; elle établit la deuxième meilleure performance féminine de l'histoire dans cette discipline,.

## Affaire de dopage de la Russe Zaripova et sa disqualification
Le 30 janvier 2015, l'agence russe antidopage RUSADA suspend la championne olympique Yuliya Zaripova pour dopage et annule ses résultats pendant les Jeux olympiques de 2012. La Fédération internationale d'athlétisme n'a pas encore confirmé, dans son dernier rapport des athlètes suspendus, cette information. Si l'information est officialisée, Habiba Ghribi récupérera la médaille d'or olympique de 2012. Le 5 février 2015, le Comité international olympique (CIO) devait examiner le cas de dopage de Zaripova et prendre une décision concernant l'attribution de la médaille d'or du 3 000 m steeple des Jeux olympiques de 2012. Dans son rapport de novembre 2015, l'Agence mondiale antidopage considère que les Jeux olympiques de 2012 ont été « sabotés » par la présence d'athlètes russes dopés.
À la suite de la disqualification de la vainqueur, Marta Domínguez, le 19 novembre 2015, Ghribi est reclassée 5e des championnats du monde 2009 de Berlin,.

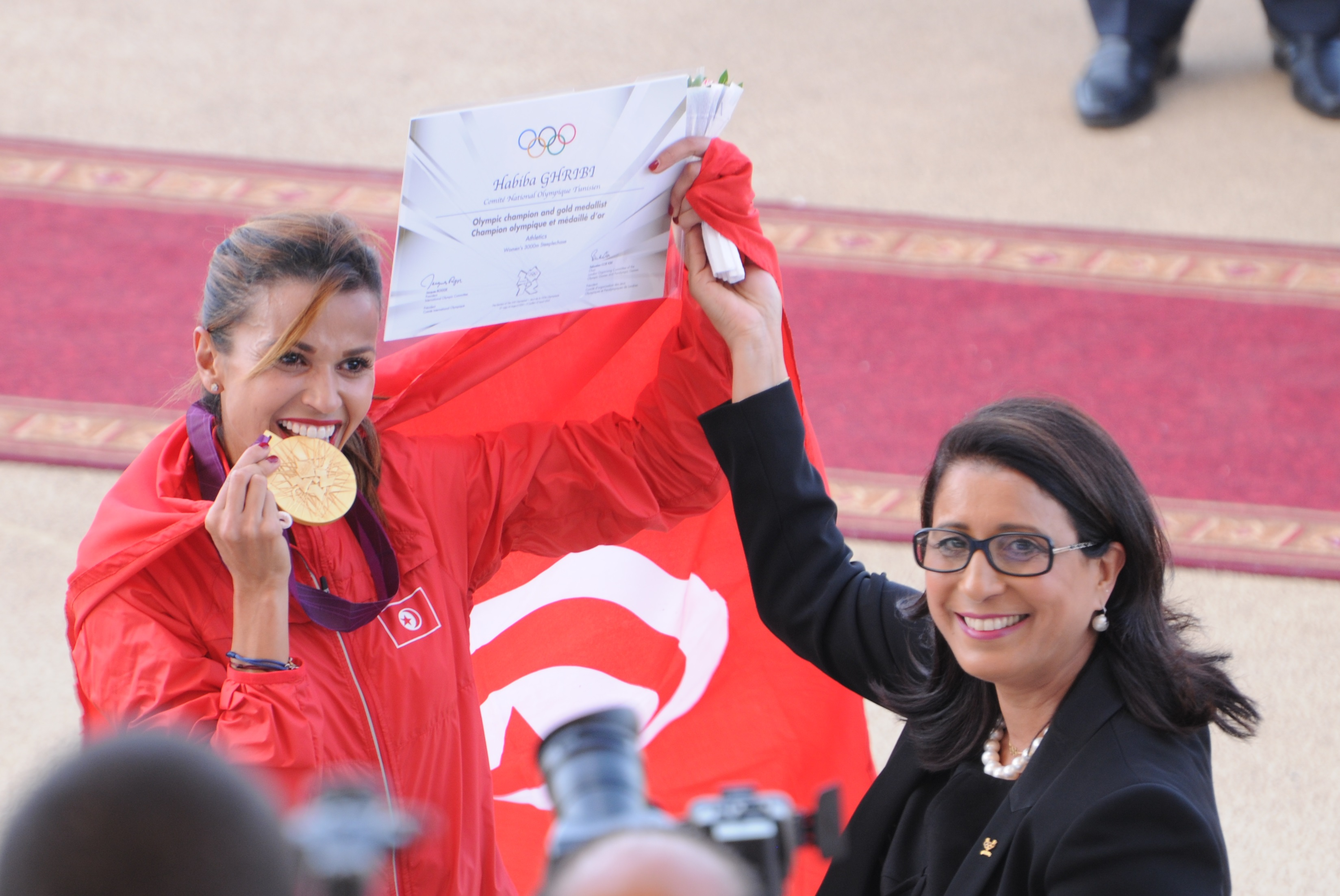
Habiba Ghribi et Nawal El Moutawakel lors de la restitution de la médaille d'or des JO 2012.

Le 24 mars 2016, le Tribunal arbitral du sport valide les appels de la Fédération internationale d'athlétisme contre les décisions de l'agence russe antidopage (RUSADA) concernant les sanctions « sélectives » de six athlètes. L'agence russe prenait des sanctions de manière tronçonnée de façon, le plus souvent, à leur permettre de conserver les titres acquis dans les grands rendez-vous, ce qui est inacceptable aux yeux de la fédération internationale. Le tribunal décide de bannir Yuliya Zaripova, coureuse de 3 000 m steeple qui avait déjà perdu ses titres mondiaux 2011 et olympiques 2012 pour une précédente suspension, du 20 juillet 2011 au 25 juillet 2013. Cette décision ouvre la voie à Habiba Ghribi pour récuperer le titre mondial de 2011 ainsi que le titre olympique de 2012. La Fédération internationale d'athlétisme annonce procéder immédiatement à la disqualification des athlètes incriminés et à la redistribution des médailles des épreuves qu'elle dirige et informe le CIO de la décision du tribunal en vue de modifier le résultat de l'épreuve olympique. Interviewée quelques jours plus tard, Habiba Ghribi déclare « quand on apprend qu'on s'est fait voler la joie au moment de la victoire, ça fait mal. J'aurais voulu qu'on entende l'hymne tunisien à Londres (en 2012) et Daegu (en 2011) ». Une délégation du CIO, conduite par sa vice-présidente Nawal El Moutawakel, et de la Fédération internationale d'athlétisme remettent officiellement à Ghribi ses médailles le 4 juin au stade d'athlétisme de Radès,.

## Entraîneurs
Ghribi a pour entraineur le Roumain Constantin Nourescu pendant quinze ans, jusqu'en 2014. Avant sa retraite, il l'aide à se mettre en contact avec son nouvel entraîneur, à partir de décembre 2014, le Français Jean-Michel Dirringer,. Il est secondé par Adel Hfaiedh un ancien champion de Tunisie 2007 du 800 m,.

## Palmarès
| Date | Compétition             | Lieu             | Résultat | Épreuve     | Temps          |
| ---- | ----------------------- | ---------------- | -------- | ----------- | -------------- |
| 1999 | Championnats de Tunisie | El Menzah        | 1re      | 1 500 m     | 4 min 37 s 14  |
| 2002 | Championnats d'Afrique  | Radès            | 11e      | 5 000 m     |                |
| 2004 | Championnats de Tunisie | Radès            | 1re      | 5 000 m     | 17 min 0 s 2   |
| 2005 | Championnats panarabes  | Radès            | 2e       | 10 000 m    | 35 min 5 s 83  |
| 2005 | Championnats de Tunisie | Radès            | 1re      | 5 000 m     | 16 min 14 s 78 |
| 2006 | Championnats d'Afrique  | Bambous          | 2e       | 3 000 m st. | 10 min 10 s 93 |
| 2008 | Jeux olympiques         | Pékin            | 13e      | 3 000 m st. | 9 min 36 s 43  |
| 2009 | Jeux méditerranéens     | Pescara          | 3e       | 1 500 m     | 4 min 12 s 37  |
| 2009 | Championnats du monde   | Berlin           | 5e       | 3 000 m st. | 9 min 12 s 52  |
| 2011 | Championnats du monde   | Daegu            | 1re      | 3 000 m st. | 9 min 11 s 97  |
| 2012 | Jeux olympiques         | Londres          | 1re      | 3 000 m st. | 9 min 08 s 37  |
| 2014 | Ligue de diamant        | Ligue de diamant | 1re      | 3 000 m st. | 9 min 15 s 23  |
| 2015 | Championnats du monde   | Pékin            | 2e       | 3 000 m st. | 9 min 19 s 24  |
| 2015 | Ligue de diamant        | Ligue de diamant | 1re      | 3 000 m st. | détails        |
| 2016 | Jeux olympiques         | Rio de Janeiro   | 12e      | 3 000 m st. | 9 min 28 s 75  |
| 2017 | Championnats panarabes  | Radès            | 1re      | 3 000 m st. | 9 min 20 s 0   |
| 2018 | Jeux méditerranéens     | Tarragone        | 2e       | 3 000 m st. | 9 min 34 s 62  |

## Records

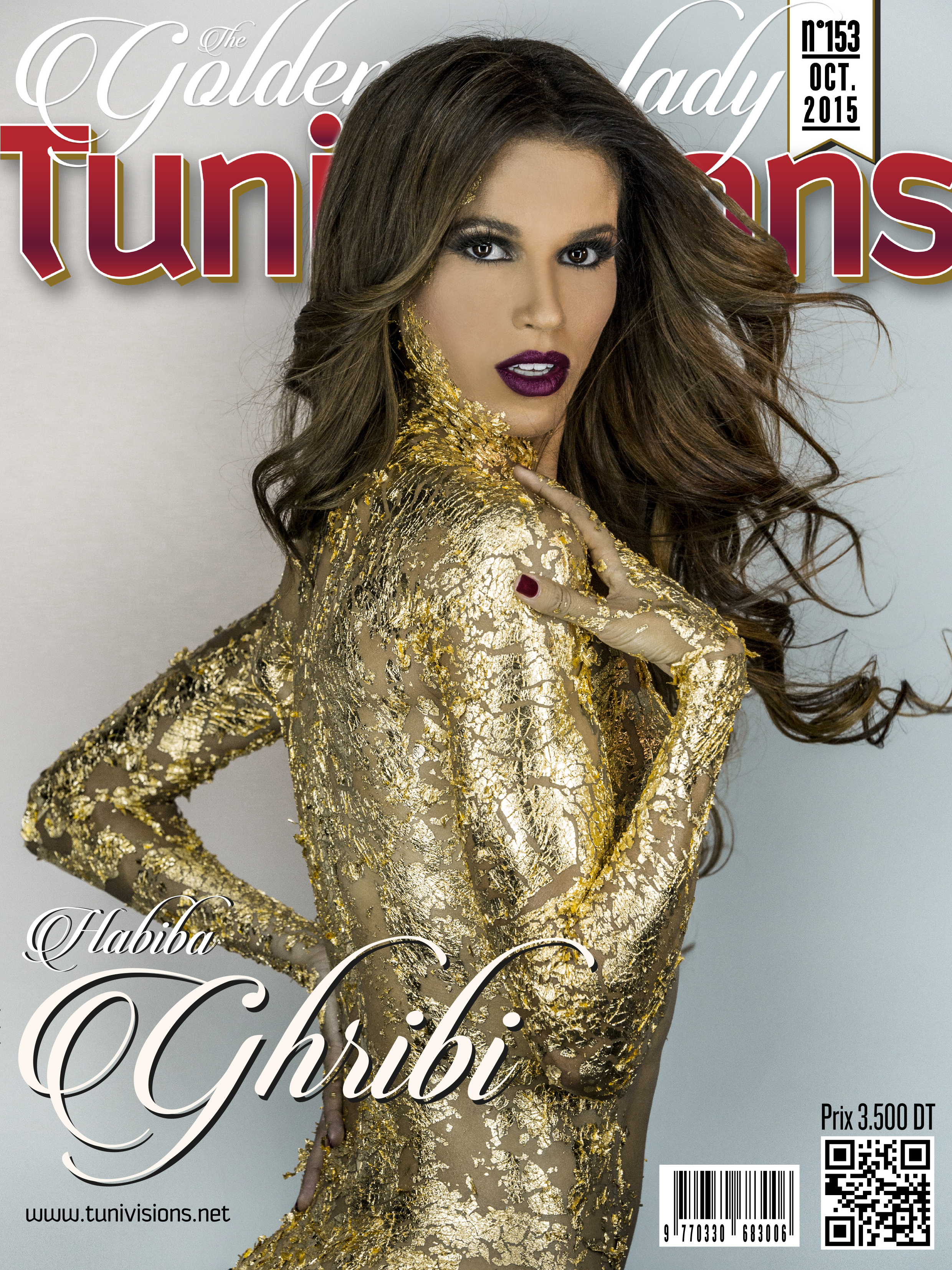
Habiba Ghribi en couverture de Tunivisions, en octobre 2015.

| Épreuve         | Performance        | Lieu         | Date              |
| --------------- | ------------------ | ------------ | ----------------- |
| 1 500 m         | 4 min 6 s 38 (NR)  | Zagreb       | 2 septembre 2014  |
| 3 000 m         | 8 min 52 s 06 (NR) | Franconville | 28 avril 2013     |
| 5 000 m         | 16 min 12 s 9      | Radès        | 22 juin 2003      |
| 3 000 m steeple | 9 min 5 s 36 (NR)  | Bruxelles    | 11 septembre 2015 |

## Distinctions et décorations
- Grand-officier de l'Ordre national du Mérite (Tunisie, 2012)[32] ;
- Officier de l'Ordre de la République (Tunisie, le 15 septembre 2015)[33],[34] ;
- Ambassadrice de l'Académie internationale des athlètes pour la culture de la paix[35] ;
- Médaille d'or de la commémoration de la paix remise par l'Association internationale des soldats de la paix[35] ;
- Femme arabe de l'année 2015[36] ;
- Meilleure sportive arabe de l'année 2015 sélectionnée par l'Union arabe des journalistes sportifs[37].

## Vie privée
Habiba Ghribi se marie à Khaled Boudhraa, son entraîneur d'origine algérienne. Elle annonce son divorce après les Jeux olympiques de Londres. Elle se fiance ensuite avec l'athlète Bouabdellah Tahri. Le 30 septembre 2017, Habiba Ghribi se marie avec Yassine Saya, un homme d'affaires tunisien. Elle donne naissance à une fille, Alyssa, le 5 mai 2019 au Canada.
Elle fait partie des champions de la paix de Peace and Sport qui compte près de 100 athlètes de haut niveau engagés personnellement en faveur du mouvement de la paix par le sport.